# Шинкарёв, Иван Павлович
Иван Павлович Шинкарёв — советский хозяйственный, государственный и политический деятель. Заслуженный работник промышленности Латвийской ССР.

## Биография
Родился в 1913 году. Украинец. В 1932—1936 годах работал на судостроительных заводах. Окончил Ленинградскую промышленную академию. С 1940 на инженерных должностях, а с 1949 на руководящей работе в судостроительной промышленности, директор завода № 820 Министерства тяжёлого и транспортного машиностроения СССР. С 1959 заместитель, затем председатель Совета народного хозяйства Калининградского экономического района. С 1962 года начальник Главного управления рыбной промышленности Западного бассейна «Запрыба».
Член КПСС с 1940 года. Член ЦК Компартии Латвии. Делегат XX съезда КПСС.
Избирался депутатом Верховного Совета Латвийской ССР с 6-го по 9-й созыв. Член Комиссии по охране природы Верховного Совета Латвийской ССР.
Умер в 1989 году.